# Ciara Renée
Ciara Renée Harper (* 19. říjen, 1990, Harrisburg, Pensylvánie, USA), známá jako Ciara Renée je americká herečka a zpěvačka. Nejvíce je známa díky rolím na Broadwayi v produkcích Big Fish a Pippin. V současné době hraje Kendru Saunders /Hawkgirl v seriálu stanice CW Legends of tomorrow a spin-offech Arrow a Flash.

## Životopis
Ciara se narodila a vyrostla v Harrisburgu v Pensylvánii. Navštěvovala Central Dauphin East High School a absolvoval s titulem na Baldwin Wallace University, v roce 2013.

## Kariéra
V září 2013 se Ciara poprvé objevila na Broadwayi v Neil Simon Theatre jako Čarodějnice ve hře Big Fish. V únoru následujícího roku byla obsazen do adaptace muzikálu Pippin, kde nahradila Patinu Miller v hlavní roli. Jedna z prvních televizních rolí přišla se seriálem Zákon a pořádek: Útvar pro zvláštní oběti na staniciNBC. Renée vzala roli Esmeraldy v muzikálu Zvoník u matky boží v Paper Mill Playhouse. Muzikál se hrál od 15. března do 5. dubna 2015. V březnu 2015 bylo oznámeno, že získala roli Kendry Saunders / Hawkgirl v seriálu  Legends of Tomorrow. Připojila se tak ke Caity Lotz, Brandonovi Routhovi, Franzovi Dramehovi, Dominicovi Purcellovi, Victorovi Garberovi, Wentworthu Millerovi a Arthurovi Darvillovi. Objevila se také v jedné epizodě seriálu The Flash.

## Filmografie

### Televize
| Rok  | Název                                     | Role                       | Poznámky                       |
| ---- | ----------------------------------------- | -------------------------- | ------------------------------ |
| 2014 | Zákon a pořádek: Útvar pro zvláštní oběti | Seňora Perezová            | díl: „Girls Disappeared“       |
| 2015 | The Flash                                 | Kendra Saunders / Hawkgirl | 4 díly                         |
| 2015 | Arrow                                     | Kendra Saunders / Hawkgirl | díl: „Legendy včerejška“       |
| 2016 | Legends of Tomorrow                       | Kendra Saunders / Hawkgirl | hlavní role (1. řada), 16 dílů |
| 2017 | Master of None                            | Ellen                      | díl: „Le Nozze“                |

## Divadlo
| Rok  | Název                  | Roli           | Poznámky                           |
| ---- | ---------------------- | -------------- | ---------------------------------- |
| 2013 | Big Fish               | Čarodějnice    | 5. září 2013 - 29. prosinec 2013   |
| 2014 | Pipin                  | Hlavní hráč    | 1. duben 2014 - 14. září 2014      |
| 2014 | Zvoník od matky boží   | Esmeralda      | 28. října 2014 - 5. dubna 2015     |
| 2016 | Tick, Tick...Boom!     | Susan          | 20. října 2016 - 18. prosince 2016 |
| 2017 | Jesus Christ Superstar | Mary Magdalene |                                    |